# 第三者委員会
第三者委員会（だいさんしゃいいんかい）とは、何らかの問題が起きたときに、当事者以外の外部の有識者によって危機管理体制の再構築を迅速、確実に行うなどの目的で問題を検証をする委員会。

## 事例
- 厚生省・旧社会保険庁 年金記録問題#年金記録確認第三者委員会（2007年6月22日設置）
- オリンパス（2011年11月1日）[1] - オリンパス事件
- 東京電力ホールディングス 国会事故調への当社の対応に関する第三者検証委員会（2013年3月12日）[2]
- 名取市 東日本大震災第三者検証委員会（2014年5月27日）[3]
- マルハニチロ 農薬混入事件に関する第三者検証委員会（2014年7月30日）[4]
- 千葉県社会福祉事業団問題等第三者検証委員会（2014年8月29日）[5]
- 群馬大学医学部附属病院 腹腔鏡下肝切除術事故調査委員会（2014年12月9日）[6] - 群馬大学病院腹腔鏡手術後8人死亡事故
- 朝日新聞社 慰安婦報道検証　第三者委員会（2014年12月22日）[7]
- 千葉県がんセンター（2015年3月30日）[8] - 千葉県がんセンター腹腔鏡手術死亡問題
- ビッグモーター（2023年1月30日） - ビッグモーター自動車保険金不正請求問題
- ダイハツ工業（2023年5月15日）[9] - ダイハツ工業車両認証試験大規模不正問題
- ジャニーズ事務所（2023年5月26日） - ジャニー喜多川性加害問題
- 日本大学フェニックス（2023年8月24日）[10] - 部内における薬物の蔓延及び大学上層部による隠蔽
- 宝塚歌劇団（2023年11月14日）[注 1] - 宝塚歌劇団団員パワハラ自殺事件
- 愛知県愛知郡東郷町（2023年12月21日）[13][14] - 井俣憲治町長による町職員へのハラスメント問題
- フジテレビ（2025年3月31日）[15] - 中居正広・フジテレビ問題